# Cari fottutissimi amici
Pour plus de détails, voir Fiche technique et Distribution.
Cari fottutissimi amici (littéralement « chers putains d'amis ») est un film italien réalisé par Mario Monicelli, sorti en 1994.

## Synopsis
En Toscane, en août 1944, alors que les Alliés viennent de reprendre Florence, Dieci - qui prétend avoir été un boxeur et manager - réunit une bande de jeunes hommes pour organiser des matchs.

## Fiche technique
- Titre : Cari fottutissimi amici
- Réalisation : Mario Monicelli
- Scénario : Rodolfo Angelico, Leonardo Benvenuti, Suso Cecchi D'Amico, Piero De Bernardi et Mario Monicelli
- Photographie : Tonino Nardi
- Montage : Ruggero Mastroianni
- Production : Mario Cecchi Gori et Vittorio Cecchi Gori
- Société de production : Penta Film
- Pays : Italie
- Genre : Comédie
- Durée : 110 minutes
- Dates de sortie : 
  - Italie : 4 mars 1994

## Distribution
- Paolo Villaggio : Dieci
- Massimo Ceccherini : Marlini
- Vittorio Rap : Callicchero
- Marco Graziani : Calamai
- Giuseppe Oppedisano : Taddei
- Elijah Raynard Childs : Washington
- Béatrice Macola : « Tête de navet »
- Antonella Ponziani : Wilma
- Stefano Davanzati : Drago
- Paolo Hendel : Fortini
- Novello Novelli : Zingaro
- Eva Grimaldi : Topona
- Sergio Pierattini : Poeta
- Giovanni Pellegrino : Gambetta
- Antonella Fattori : la femme de Drago
- Roberta Pinzauti : la sœur de Dieci

## Distinctions
Le film a été présenté en sélection officielle en compétition lors de Berlinale 1994.